# Signum Magnum
Signun Magnum (łac. Znak Wielki) – mariologiczna adhortacja apostolska papieża Pawła VI z 13 maja 1967 roku, o konieczności czci i naśladowania Maryi, matki Kościoła i wzoru wszelkich cnót. Adhortacja została opublikowana podczas wizyty papieża Pawła VI w Fatimie, z okazji pięćdziesiątej rocznicy pierwszego objawienia w Fatimie 13 maja 1917 roku. 

## Treść
Tytuł nawiązuje do Objawienia (Ap 12,1) „I ukazał się wielki znak na niebie: Niewiasta odziana w słońce i księżyc pod jej stopami, a na jej głowie korona z dwunastu gwiazd”.
Papież Paweł VI pouczał, że należy pamiętać nie tylko o uwielbieniu Maryi czy Jej wstawiennictwie, ale trzeba naśladować cnoty Matki Bożej matki i nauczycielki. Po raz kolejny została podkreślona pobożność maryjna, a także ukazano rosnące obawy duszpasterskie i przywołano szczególne zadanie Matki Bożej jako wychowawczyni, ponieważ Jej zadaniem było formowanie ideału pobożności i boskości Chrystusa w Jego dzieciństwie. Nawiązano także do Lumen gentium, w którym Maryja została opisana jako wzór cnót. Powtarza się obszernie, że jest duchową matką Kościoła, pomaga karmić i nauczać, dlatego Maryja przekracza granice czasu i przestrzeni. Jest częścią historii Kościoła na zawsze i istnieje w wizji Trójcy Świętej, tutaj także opiera się koncepcja „pielgrzymki wiary”, która stanowi ważny kamień węgielny czci Matki Boga Maryi.
Maryja jest nie tylko opisana i rozumiana jako znak, ale uczestniczy także w formacji chrześcijańskiej. Z tego powodu obowiązkiem chrześcijan jest ją czcić i wychwalać, ponieważ jest ona „Wielkim Znakiem” (Ap 12,1-6). Ponadto wyjaśniono wiele możliwości i sposobów oddawania czci Maryi oraz podaje pewne sugestie, a także ustanawia podobieństwo objawień pomiędzy Fatimą a Lourdes.

## Chorał gregoriański
Signum Magnum to także tytuł chorału gregoriańskiego śpiewanego podczas introitu, w dawnej mszy łacińskiej, na wprowadzenie do święta Wniebowzięcia Najświętszej Maryi Panny, obchodzonego 15 sierpnia.